# Harpactes duvaucelii
Harpactes duvaucelii là một loài chim trong họ Trogonidae.